# Ghazal Hakimifard
Ghazal Hakimifard (persisch غزل حکیمی‌فرد; * 14. April 1994 in Teheran, Iran) ist eine iranische Schachspielerin, Grossmeisterin der Frauen (WGM) und Gewinnerin der Iranischen Schachmeisterschaften der Frauen. Seit 2020 ist sie für den Schweizerischen Schachbund gemeldet.

## Schachkarriere
Ghazal Hakimifard gewann bei den Asian Youth Chess Championships 2007 die Bronzemedaille in der Gruppe der Mädchen U14.
Bei den Iranischen Schachmeisterschaften der Frauen (Iranian Women’s Chess Championship) gewann sie 2010 die Gold-, Silber-(2011) und Bronzemedaille(2012).
Den Titel als Internationale Meisterin der Frauen (WIM) führt sie seit 2011.
Von 2010 bis 2016 spielte sie für den Iran bei der Schacholympiade der Frauen. Sie erzielte 2016 bei der 42. Schacholympiade der Frauen, in Baku, ein Ergebnis von (+5 =4 −1).
Beim 87. FIDE-Kongress 2016 in Baku, wurde ihr der Grossmeistertitel der Frauen verliehen. Ihre Elo-Zahl beträgt 2270  (Stand: Juni 2023). Sie führt damit die Schweizer Elo-Rangliste der Frauen an. Ihre höchste Elo-Zahl war 2308 im September 2016.

## Sonstiges
Ghazal Hakimifard gehört neben der iranischen Schachspielerin und Schachschiedsrichterin Shohreh Bayat, dem besten iranischen Spieler Alireza Firouzja und anderen, in die Gruppe iranischer Schachspieler die aus sportpolitischen Gründen den Iran verlassen haben.
Iranischen Schachspielern ist es vom Iranische Schachverband nicht gestattet, gegen Schachspieler aus Israel anzutreten. Auf vielen Turnieren wurde dieser Konflikt umgangen, indem man die Auslosung Runde für Runde neu durchführte um Paarungen zwischen Iranern und Israelis zu vermeiden. Die FIDE-Führung hat darauf hingewiesen, dass sie diese Praxis nicht mehr dulden wird. Die iranischen Spieler sind nun häufiger gezwungen, ihre Partien wegen Nichtantretens verloren zu geben.
Der Vizepräsident der FIDE, Nigel Short, sagte dazu auf Twitter (21. Februar 2020):

„WGM Ghazal Hakimifard is the latest Iranian to join the exodus, by applying to switch to the Swiss Chess Federation. She most certainly will not be the last.“

„WGM Ghazal Hakimifard ist die jüngste Iranerin, die sich dem Exodus anschloss, indem sie den Wechsel zum Schweizerischen Schachverband beantragte. Sie wird ganz sicher nicht die letzte sein.“